# Catalina de Bolonia
Catalina Vigri, conocida como santa Catalina de Bolonia (Bolonia, 8 de septiembre de 1413 - Bolonia, 9 de marzo de 1463) fue una religiosa italiana, mística y artista. Se la considera la santa protectora de las artes liberales.

## Biografía
Catalina nació en Bolonia en 1413, hija de la familia patricia de los Vigri, cercanos a los señores de Ferrara. Su padre tenía un puesto importante en la corte gracias a Nicolás III de Este, señor de Ferrara. Ella llegó a ser dama de compañía de Margarita, hija natural de Nicolás III, y compartió sus juegos y su educación refinada.
Los hijos de las principales familias recibían una educación que cubría el trivium y el quadrivium (que juntos forman las siete artes liberales) así como la filosofía, la caligrafía y los ejercicios como el montar a caballo y alistar las armas. Catalina también fue capaz de leer y escribir latín, aprendiendo también la pintura y el arte de la miniatura religiosa.
Gran parte de su tiempo estaba consagrado al estudio de la religión y de la filosofía cristiana.
Catalina tomaba parte de los bailes y placeres que la juventud tenía a su alrededor, decían que era hermosa y buenos partidos estaban siempre cerca de ella, sin embargo, tenía gustos más simples, amaba la soledad y rechazaba obstinadamente el casarse.
Cuando su compañera Margarita se casó con Galeotto Roberto Malatesta, príncipe de Rímini, ella no quiso seguirla, prefiriendo consagrar su vida a la oración y a las obras de caridad. Aún viendo las exigencias y tristezas de sus padres, parte para unirse a una comunidad de damas pías que formaban parte de una Tercera Orden de inspiración Agustiniana. Aconsejados por algunos franciscanos, transforman su comunidad en un monasterio de Clarisas, llamado monasterio del Corpus Domini, en Ferrara.
Catalina pronuncia sus votos en 1432. Fue la maestra de novicias.
Rápidamente, fue favorecida con visiones y éxtasis, pero también de tentaciones y dudas. Una de esas visiones fue de la Santa Virgen María, la noche de Navidad de 1445, quien le presentaría al Niño Jesús, tuvo la dicha también de ver a San Francisco de Asís el cual le mostró sus estigmas. Sus hermanas de religión admiraban su entrega, su buen sentido y su profunda piedad.
En 1455, el vicario general de la observancia había obtenido del Papa Calixto III un Breve Apostólico autorizando la fundación de monasterios de clarisas en diversas partes de Italia. Catalina fue elegida como abadesa de una nueva fundación.
Llega a su ciudad natal el 22 de julio de 1456, y fue solemnemente recibida por el cardenal Bessarion, delegado del Papa, por el arzobispo de la ciudad, seguidos del clero, del senado y de toda la población.
Catalina se distinguía por su profunda espiritualidad y por sus consejos, pasaría 7 años en Bolonia y moriría el 9 de marzo de 1463. Enseguida, los milagros se manifestaron sobre su tumba a tal punto que su cuerpo, solamente 18 días después de sus exequias, fue expuesto a la veneración de las religiosas y los fieles. La instalaron bajo un baldaquín en una capilla de la iglesia Corpus Domini del monasterio, donde se encuentra hasta ahora.

## Sus obras
Sus escritos:

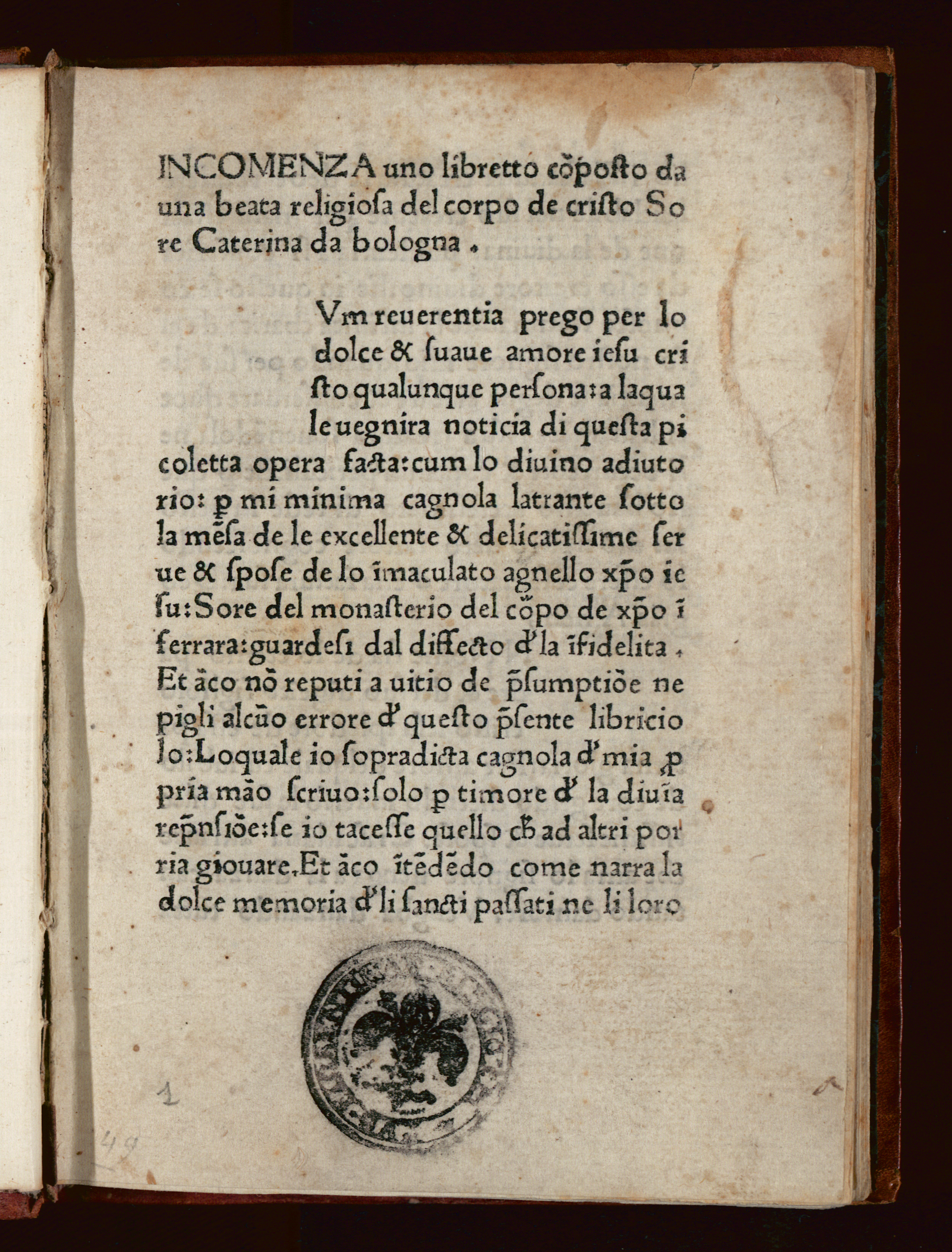
Sette armi spirituali, ed. 1475

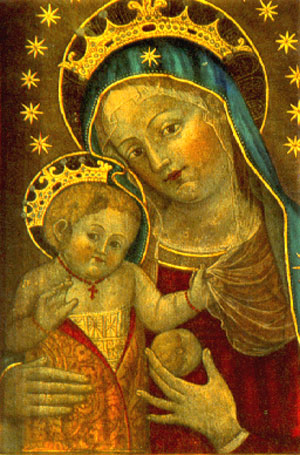
La Virgen y el Niño, pintados por Catalina de Bolonia.

- 1435: Los Doce Jardines de Perfección (Dodici Gardini)
- 1438: Las Siete Armas Espirituales (Le Sette Armi Spirituali)
- 1440: Escala Seráfica y otros Avisos espirituales
- 1456: Rosarium Metricum, Breviarium (inéditos)

Sus obras pictóricas:
Sus superiores, en lugar de reprimir sus talentos de pintura, la apoyaron y le adaptaron en el convento un pequeño taller donde ella podía trabajar cuando ella no estaba en sus oficios.
- En la Iglesia Corpus Domini: Un cuadro representando Cristo en la Cruz.
- En la pinacoteca de Bolonia: Un cuadro de Santa Úrsula y sus Hijas.
- En la Galería de la Academia de Venecia: Santa Úrsula.
- En la Iglesia de San Juan en Venecia: Cuadro en 4 partes representando Mártires.

## Canonización
Fue canonizada en 1712 por el Papa Clemente XI. Su fiesta fue fijada el 9 de marzo. Es la patrona de los artistas.